# Atesta sita
Atesta sita är en skalbaggsart som beskrevs av Wang 1993. Atesta sita ingår i släktet Atesta och familjen långhorningar. Inga underarter finns listade.